# Buḩayrat al ‘Utaybah
Buḩayrat al ‘Utaybah (arabiska: بحيرة العتيبة) är en periodisk sjö i Syrien.   Den ligger i provinsen Rif Dimashq, i den sydvästra delen av landet, 30 kilometer öster om huvudstaden Damaskus. Buḩayrat al ‘Utaybah ligger 596 meter över havet.
Trakten runt Buḩayrat al ‘Utaybah är ofruktbar med lite eller ingen växtlighet. Runt Buḩayrat al ‘Utaybah är det ganska tätbefolkat, med 75 invånare per kvadratkilometer.